# Lacessititermes
Lacessititermes es un género de termitas  perteneciente a la familia Termitidae que tiene las siguientes especies:

## Especies
1. Lacessititermes albipes
2. Lacessititermes atrior
3. Lacessititermes batavus
4. Lacessititermes breviarticulatus
5. Lacessititermes cuphus
6. Lacessititermes filicornis
7. Lacessititermes holmgreni
8. Lacessititermes jacobsoni
9. Lacessititermes kolapisensis
10. Lacessititermes laborator
11. Lacessititermes lacessitiformis
12. Lacessititermes lacessitus
13. Lacessititermes palawanensis
14. Lacessititermes piliferus
15. Lacessititermes ransoneti
16. Lacessititermes sordidus